# Laura Stephens
Laura Kathleen Jane Stephens, född 2 juni 1999, är en brittisk simmare.

## Karriär
I maj 2021 vid EM i Budapest var Stephens en del av Storbritanniens kapplag som tog guld och noterade ett nytt mästerskaps- och nationsrekord på 4×100 meter medley. I juli 2021 tävlade hon vid OS i Tokyo och slutade på 10:e plats på 200 meter fjärilsim. I augusti 2022 vid samväldesspelen i Birmingham tog Stephens silver på 200 meter fjärilsim samt var en del av Englands kapplag som tog brons på 4×100 meter medley.
I februari 2024 vid VM i Doha tog Stephens guld på 200 meter fjärilsim.